# Llastarri
El poble abandonat i despoblat de Llastarri pertany a l'antic terme municipal d'Espluga de Serra, de la comarca de l'Alta Ribagorça, agregat el 1970 al terme municipal de Tremp, de la del Pallars Jussà. Pertany administrativament, així doncs, d'aquesta darrera comarca.
Entre 1812, a ran de l'aplicació de la Constitució de Cadis, i febrer del 1847, Llastarri formà ajuntament, que desaparegué en fixar-se que el nombre de veïns (caps de família) havia de sobrepassar els 30, per mantenir la independència municipal. En aquell moment s'uní a Espluga de Serra, juntament amb Aulàs, Castellet, Casterner de les Olles, els Masos de Tamúrcia i la Torre de Tamúrcia.
Durant el segle xx s'ha produït el despoblament de Llastarri i l'abandonament de les seves cases, les quals han anat caient, de manera que avui dia el poble sencer és un munt de ruïnes.
L'església de Llastarri, dedicada a sant Hilari, havia depès de la parròquia de Sant Llorenç de Casterner de les Olles.
Hi havia hagut el castell de Llastarri, segurament origen del poble, però no en queden restes reconeixibles. Tant l'església com el castell havien estat domini del monestir d'Alaó (el castell, des del 1217).

## Etimologia
Segons Joan Coromines, Llastarri és un topònim d'origen basc. L'arrel principal és lasto (palla), que dona llastó (gramínia semblant a palla seca), amb el sufix -arre/-arri, que es dona en bastants topònims pirinencs catalans (Ginestarre, Biscarri...), i que aporta la idea de roquissar. Així, doncs, Llastarri seria quelcom com ara el roquissar dels llastons.

## Història
Situat a prop del coll de Llastarri, antigament lloc de pas obligat per als que remuntaven la Noguera Ribagorçana per la riba esquerra, atesa la dificultat de travessar l'estret d'Escales, el poble de Llastarri tingué molta importància fins ben entrada l'edat contemporània. Quan es deixà de transitar aquell pas, la decadència de Llastarri fou ràpida. Cal tenir en compte que des de Llastarri es domina perfectament Sopeira i el monestir d'Alaó. Per això aquest monestir s'assegurà de tenir el domini sobre el castell de Llastarri.
En el Fogatge del 1553 hi consten 3 focs (uns 15 habitants). El 1831 consta, dins del Corregiment de Talarn, amb 20 habitants i senyoriu del monestir d'Alaó; vers 1900 són esmentats a Llastarri 11 edificis, amb 30 habitants.
Llastarri, amb el nom oficial de Llastarre, fou un dels municipis creats el 1840. El 1845 Pascual Madoz, en el seu Diccionario geográfico... descriu Llastarri de la manera següent: sis barraques de pedra cobertes amb branques i terra i una petita església, dedicada a sant Hilari, annexa a la de Sopeira. Especifica que els veïns treien l'aigua d'una font que és a més de mitja hora del poble. El terme tenia una extensió de dues hores de nord a sud, i d'una, d'est a oest. El terreny era trencat, aspre, àrid i de mala qualitat, i comprenia uns 52 jornals de terres de conreu, una mica de bosc i molts matolls que serveixen per a llenya. S'hi collia sègol i patates, que era quasi l'únic aliment dels veïns. S'hi criava bestiar oví i cabres, a més d'alguns bous per a llaurar. Hi havia llops i isards. Tanca l'article amb l'esment de 5 veïns (caps de família) i 30 àhimes (habitants).